# Payson, Arizona
En ort med samma namn finns på Payson, Illinois
Payson, betalningstjänst på internet, ägd av Svea Bank
Payson är en stad i den amerikanska delstaten Arizona med en yta av 50,4 km² och en befolkning, som uppgår till cirka 14 279 invånare (2005). 
Staden är belägen i den centrala delen av delstaten cirka 110 km nordost om huvudstaden Phoenix.